# ماك جي
جوزيف ماكجينتي (بالإنجليزية: Joseph McGinty)‏ الشهير بلقب ماك جي (بالإنجليزية: McG)‏ هو مخرج ومنتج أفلام ومسلسلاتأمريكي، (من مواليد 9 أغسطس 1968) كالامازو، ميشيغان، الولايات المتحدة الأمريكية.
تخرج من جامعة كاليفورنيا وحصل علي العديد من الجوائز في إخراج الفيديو كليبات، بالإضافة إلى دخوله مجال الإخراج السينمائي منذ عام 1997 وإنتاجه العديد من الأعمال المميزة.

## أعماله
| العمل                   | السنة | دوره في الفليم |
| ----------------------- | ----- | -------------- |
| هذا معناه حرب           | 2012  | مخرج           |
| المدمر: الخلاص          | 2009  | مخرج           |
| ملائكة تشارلي: خنق كامل | 2003  | مخرج           |
| ملائكة تشارلي           | 2000  | مخرج           |
| مسروق                   | 2012  | منتج           |
| مسلسل سوبرنتشرل         | 2005  | منتج           |
| مسلسل نيكيتا            | 2010  | منتج           |

## روابط خارجية
- ماك جي على موقع IMDb (الإنجليزية)
- ماك جي على موقع روتن توميتوز (الإنجليزية)
- ماك جي على موقع ألو سيني (الفرنسية)
- ماك جي على موقع ميوزك برينز (الإنجليزية)
- ماك جي على موقع أول موفي (الإنجليزية)
- ماك جي على موقع بوكس أوفيس موجو (الإنجليزية)
- ماك جي على موقع قاعدة بيانات الأفلام السويدية (السويدية)
- ماك جي على موقع إن إن دي بي (الإنجليزية)
- ماك جي على موقع ديسكوغز (الإنجليزية)
- ماك جي على موقع قاعدة بيانات الفيلم (الإنجليزية)